# Bustillo del Páramo
Bustillo del Páramo è un comune spagnolo di 1 758 abitanti situato nella comunità autonoma di Castiglia e León.